# Ajna

El chakra Ajña se representa con una flor de loto blanca con dos pétalos. Las letras blancas en sánscrito en los pétalos son: a la izquierda hang (हं) representando al nadi femenino pingalá (Shakti), y a la derecha kshang (क्षं) representando al nadi masculino Ida (Shiva)

Ajna, de acuerdo al libro tántrico Ṣaṭ Cakra Nirūpaṇa, se refiere al chakra ajna (en sánscrito: आज्ञा चक्: , AITS: Ājñā cakra, en castellano: 'centro de mando') o tercer ojo es el sexto chakra primario y se ubica en el entrecejo. Está simbolizado por una flor de loto blanca con dos pétalos.

## Etimología del término
La palabra ajna tiene su origen en el sánscrito y significa ‘mando’:
- ājñā, en el sistema AITS (alfabeto internacional para la transliteración del sánscrito).[6]
- आज्ञा, en escritura devanāgarī del sánscrito.

La palabra sánscrita chakra significa ‘rueda’:
- cakra, en el sistema AITS (alfabeto internacional para la transliteración del sánscrito).[7][8]
- चक्र, en escritura devanāgarī del sánscrito.

## Descripción

### Ubicación
El chakra mando se ubica en el entrecejo (plexo cavernoso).

### Matrikas
En cada pétalo se inscriben 2 consonantes o matrikas (AITS: mātṛkās), que son las letras del alfabeto pronunciadas como mantras. Así tenemos, de izquierda a derecha:

| nº | Matrika | Consonante | Consonante en sánscrito | Descripción          | Ref.          |
| -- | ------- | ---------- | ----------------------- | -------------------- | ------------- |
| 1  | Hang    | ha         | ह                       | consonante fricativa | [ 10 ] [ 12 ] |
| 2  | Kshang  | kṣa        | क्ष                      | conjunto consonante  | [ 10 ] [ 12 ] |

## Función
De acuerdo a Jung, al meditar en este centro uno llega a la consciencia plena, ya no existe el ruido mental.

### Activación
El Bija mantra para activar este chakra es Ksham. La nota musical para la activación es Dhaivata o Dha (en hindi: धैवत), que corresponde a la nota La en el sistema de notación musical latino.

## Nombres alternativos
- En el Tantrismo: Ajita-Patra, Ajna-Pura, Ajna-Puri, Ajnamhuja, Ajnapankaja, Bhru-Madhya, Bhru-Madhya-Chakra, Bhru-Madhyaga-Padma, Bhru-Mandala, Bhru-Mula, Bhru-Saroruha, Dwidala, Dwidala-Kamala, Dwidalambuja, Dwipatra, Jnana-Padma, Netra-Padma, Netra-Patra, Shiva-Padma, y Triweni-Kamala.[10]
- En los Vedas (Upanishads tardíos): Baindawa-Sthana, Bhru chakra, Bhruyugamadhyabila, y Dwidala.[10]
- En los Puranas: Dwidala, y Trirasna.[10]